# Trichesthes crinita
Trichesthes crinita är en skalbaggsart som beskrevs av Hermann Burmeister 1855. Trichesthes crinita ingår i släktet Trichesthes och familjen Melolonthidae. Inga underarter finns listade i Catalogue of Life.